# Aristòfanes de Beòcia
Aristòfanes de Beòcia (grec antic: Άριστοφάνης, llatí: Aristophanes) fou un escriptor grec natural de Beòcia conegut gràcies a Plutarc i a la Suïda, que esmenta el segon llibre d'una obra seva sobre Tebes (Θηβαϊκά). Una altra obra seva portava per títol Βοιωτικά (Sobre Beòcia), de la qual la Suïda també cita el segon volum.